# Kontra negatywna
Kontra negatywna – konwencja licytacyjna w brydżu stosowana po otwarciu partnera na wysokości 1 i interwencji przeciwnika. Pokazuje co najmniej 4 karty w nielicytowanym kolorze lub kolorach. Kontra negatywna zwykle zaprzecza posiadania fitu w kolorze partnera (stąd jej nazwa). Jej pierwsza wersja (kontra Sputnik) została opracowana przez Ala Rotha i Tobiasa Stone’a i była częścią ich nowatorskiego systemu Roth-Stone. 

## Opis
Tradycyjnie kontra negatywna pokazuje 4 karty w nielicytowanym kolorze (lub kolorach), lub też 5 kart i rękę za słabą na zalicytowanie koloru bezpośrednio. Kontrę negatywną można dawać do różnego poziomu w zależności od ustaleń w parze. Popularne ustalenia to: 2♠️️, 3♠️️, 4♦️. Przykłady kontry negatywnej:
| Otwierający | Obrońca | Znaczenie kontry odpowiadającego                                                                                              |
| ----------- | ------- | --- |
| 1♣️️         | 1♦️     | Obie starsze czwórki. |
| 1♣️️/1♦️     | 1♥️️     | W zależności od ustaleń np. dokładnie 4 piki (1♠️️ znaczyłoby 5+ pików).                                                       |
| 1♣️️/1♦️     | 1♠️️     | 4 kiery lub 5+ kierów i ręka za słaba, żeby je pokazać na poziomie 2.                                                         |
| 1♦️         | 2♣️️     | Co najmniej jeden 4-kartowy kolor starszy lub też 5-kartowy kolor starszy i ręka za słaba, żeby go zalicytować na poziomie 2. |
| 1♥️️         | 2♦️     | 4 piki lub 5+ pików i ręka za słaba, żeby je pokazać na poziomie 2.                                                           |
| 1♥️️         | 1♠️️     | Co najmniej 4-4 w kolorach młodszych.                                                                                         |

## Kontra negatywna we Wspólnym języku

### Wstęp
We Wspólnym Języku autor przyjął odwrotną konwencję do tej z systemów zachodnich: ze słabą ręką kolor pięciokartowy pokazuje się bezpośrednio, licytując go. Z silniejszą ręką i kolorem pięciokartowym zaczyna się od dania kontry negatywnej. Przykłady kontry negatywnej we Wspólnym Języku:
| Otwierający | Obrońca | Znaczenie kontry odpowiadającego                                                                    |
| ----------- | ------- | --------------------------------------------------------------------------------------------------- |
| 1♣️️         | 1♦️     | Obie starsze czwórki.                                                                               |
| 1♣️️/♦️      | 1♥️️     | Brak pików (piki pokazuje się licytując 1♠️️).                                                       |
| 1♦️         | 1♠️️     | 4 kiery lub 5+ kierów i ręka w sile co najmniej inwitu (11+).                                       |
| 1♥️️         | 1♠️️     | Prawdopodobnie obie młodsze czwórki. Może oznaczać rękę bez fitu i bez dobrego koloru do pokazania. |
| 1♣️️         | 2♥️️     | 4 piki.                                                                                             |
| 1♣️️         | 2♠️️     | 4 kiery.                                                                                            |
| 1♦️         | 2♥️️/♠️️  | 4 w nielicytowanym starszym kolorze.                                                                |
| 1♥️️         | 2♣️️     | Piki lub inwit do 3BA (jeżeli odpowiadający zgłosi rebid 2BA, patrz niżej).                         |

### Forsujące pokazanie koloru starszego
We Wspólnym Języku, po interwencji przeciwnika, ze słabą ręką kolor pięciokartowy pokazuje się bezpośrednio, licytując go. Dlatego kontra, a potem zalicytowanie koloru starszego pokazuje kolor pięciokartowy i wartości co najmniej inwitujące (11+) oraz forsuje na jedno okrążenie. 
Przykłady:
(a)
| Partner | Prawy przeciwnik | Gracz  | Lewy przeciwnik |
| ------- | ---------------- | ------ | --------------- |
| 1♣️️/♦️  | 1♠️️              | Kontra | Pas             |
| 1BA     | Pas              | 2♥️️    |                 |

(b)
| Partner | Prawy przeciwnik | Gracz  | Lewy przeciwnik |
| ------- | ---------------- | ------ | --------------- |
| 1♥️️     | 2♣️️              | Kontra | Pas             |
| 2♥️️     | Pas              | 2♠️️    |                 |

### Inwit do 3BA
We Wspólnym Języku odpowiedź 2BA po otwarciu partnera 1♥️️/♠️️ i interwencji przeciwnika oznacza fit w kolorze partnera i wartości forsujące do dogranej. To sprawia, że się traci naturalną odpowiedź 2BA. Dlatego 2BA poprzedzone kontrą negatywną oznacza inwit do 3BA. 
Przykłady 
(a)
| Partner | Prawy przeciwnik | Gracz  | Lewy przeciwnik |
| ------- | ---------------- | ------ | --------------- |
| 1♥️️     | 1♠️️              | Kontra | Pas             |
| 2♣️️     | Pas              | 2BA    |                 |

(b)
| Partner | Prawy przeciwnik | Gracz  | Lewy przeciwnik |
| ------- | ---------------- | ------ | --------------- |
| 1♥️️     | 2♣️️              | Kontra | Pas             |
| 3♥️️     | Pas              | 3BA    |                 |